# Pop Smoke

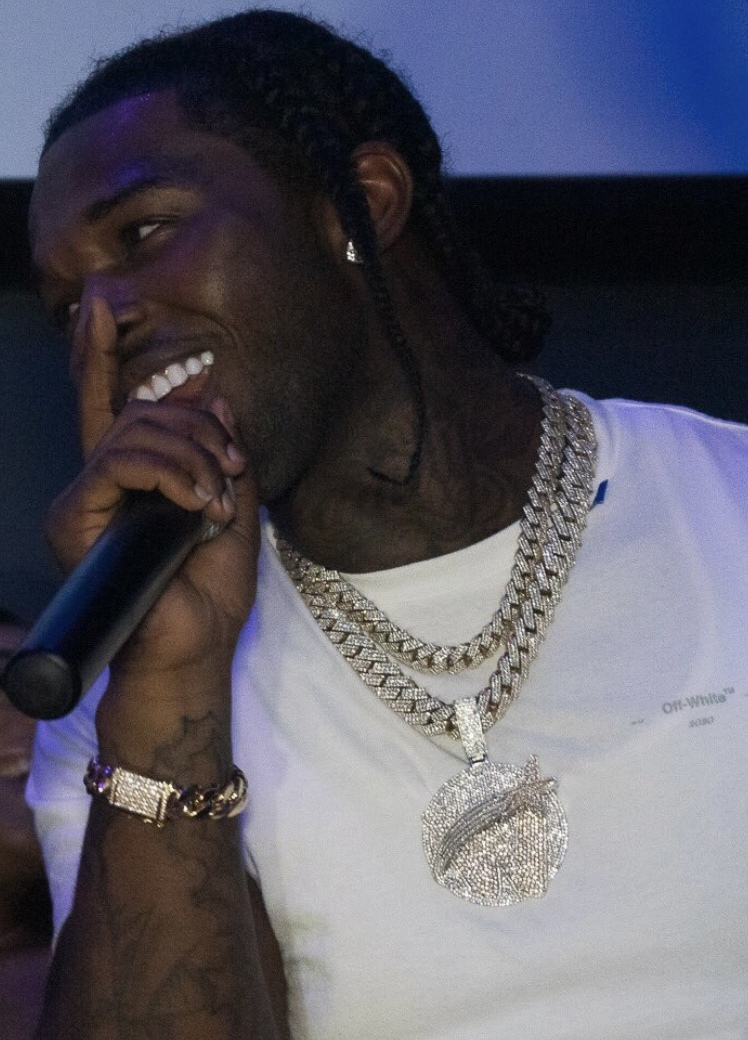
Pop Smoke (2020)

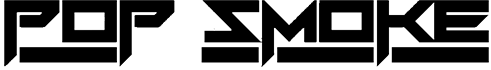
Logo von Pop Smoke

Pop Smoke (* 20. Juli 1999 in Brooklyn, New York City; † 19. Februar 2020 in Los Angeles, Kalifornien; bürgerlich Bashar Barakah Jackson) war ein US-amerikanischer Rapper und Songwriter.

## Leben und Karriere
Jackson wurde 1999 als Sohn einer jamaikanischen Mutter und eines panamaischen Vaters im New Yorker Stadtbezirk Brooklyn geboren. Aufgewachsen ist er im Stadtteil Canarsie. Im Alter von 15 Jahren erhielt er ein Basketball-Stipendium für eine Privatschule in Philadelphia, beendete die Ausbildung jedoch nach kurzer Zeit, da ein Arzt eine Herzmuskelstörung bei ihm diagnostizierte. Im achten Schuljahr wurde er der Schule verwiesen, nachdem er eine Waffe in die Schule geschleust hatte. Er verbrachte daraufhin wegen illegalem Waffenbesitzes zwei Jahre in Hausarrest. Als dieser Ende 2018 endete, ging er mit einem Freund in ein Studio und begann, inspiriert von der jungen New Yorker Drill-Szene seine Musikkarriere mit der Aufnahme von seinem ersten Song, Money Power Respect. Da dieser gut ankam, sah Jackson seine Chance und produziert weitere Songs. Sein späterer Künstlername Pop Smoke ergab sich dabei aus der Kombination von Poppa (von seiner Großmutter verliehener Spitzname) und Smoke (von seinen Freunden verliehener Spitzname). Im April 2019 veröffentlichte er seine erste Single Welcome to the Party, eine Auskopplung aus seinem Debütmixtape Meet the Woo. Dies machte ihn auch außerhalb von New York bekannt. Das Lied erhielt später Remixes mit Gastauftritten von Nicki Minaj und Skepta. Am 26. Juli 2019 veröffentlichte er dann sein erstes Mixtape Meet The Woo. Der Song Dior, ebenfalls aus dem Mixtape Meet The Woo, erreichte Platz 22 auf den Billboard Charts und steigerte seine Popularität weiter. Am 30. Dezember 2019 wurde das Lied Gatti auf der Kompilation JackBoys von Travis Scott und dem Labelkollektiv Cactus Jack veröffentlicht. Sein zweites Mixtape Meet the Woo 2 erschien am 7. Februar 2020 und enthielt Zusammenarbeiten mit Künstlern wie Nav (Wolves), Gunna (Dior (Remix)) und PnB Rock (Like Me). Es landete auf Platz 5 der Charts. Bis kurz vor seinem Tod arbeitete der Rapper an seinem Debütalbum, welches laut seines Managers Steven Victor für den 6. Juni 2020 vorgesehen war, letztlich jedoch posthum, mit Hilfe von 50. Cent am 3. Juli 2020 unter dem Titel Shoot for the Stars, Aim for the Moon veröffentlicht wurde. Das Album schaffte es auf Platz 1 der Charts und steigerte Jacksons Ruhm posthum noch einmal. Eine Deluxe-Edition des Albums wurde am 20. Juli, seinem theoretischen 21. Geburtstag veröffentlicht.
Pop Smoke galt als Pionier des New Yorker Drill Raps, welcher aus dem Anfang der 2010er Jahre im Raum Chicago entstandenen Drill und dessen britischen Subgenre (UK Drill) hervorgegangen ist. Im Jahr 2019 galt seine Musik bei New Yorker Radiosendern als populärer als die der Billboard Hot 100.

## Kontroversen
Am 17. Januar 2020 kam Jackson von der Fashion Week in Paris zurück und wurde von Beamten am John F. Kennedy International Airport bei der Einreise festgenommen. Ihm wurde das Transportieren eines gestohlen gemeldeten Fahrzeugs innerhalb der Grenzen in den Vereinigten Staaten vorgeworfen. Dabei handelte es sich um einen Rolls-Royce Wraith im Wert von ca. 375.000 US-Dollar. Laut Jackson wurde das Fahrzeug für einen Musikvideodreh geliehen, mit der Abmachung, das Fahrzeug am nächsten Tag wieder zurückzugeben. Zuvor hatte Jackson Bilder mit sich und dem Rolls-Royce auf Instagram und Facebook veröffentlicht. Das Fahrzeug wurde von Beamten bei der Mutter, wo das Fahrzeug geparkt war, beschlagnahmt. Pop Smoke plädierte auf Freispruch und wurde noch am selben Tag gegen eine Kaution in Höhe von 250.000 US-Dollar freigelassen.

## Tod
Am 19. Februar 2020 wurde Bashar Jackson im Alter von 20 Jahren während eines Raubüberfalls in seinem Haus in den Hollywood Hills erschossen. Laut Behörden handelte es sich bei den Tätern um vier maskierte Männer mit Handfeuerwaffen, die offenbar durch einen unbedachten Post von Jackson, auf welchem seine Adresse zu sehen war, angeregt wurden, den Rapper auszurauben. Nur sechs Minuten nach den Ereignissen fand die Polizei den Rapper mit mehreren Schussverletzungen auf. Er wurde später im Cedars-Sinai Medical Center offiziell für tot erklärt. Laut Gerichtsmedizinern starb Jackson an einer Schussverletzung am Oberkörper. Er wurde auf dem Green-Wood-Friedhof in Brooklyn bestattet. Während der Trauerfeier am 5. März 2020 waren mehr als 1000 Menschen anwesend. Am 10. Juli wurden fünf Männer der berüchtigten Hoover Gang festgenommen, die mit dem Mord in Verbindung gebracht wurden. Vier davon, darunter Corey Walker (19), Keandre Rodgers (18) sowie zwei Teenager im Alter von 17 und 15 Jahren, wurden von der Staatsanwaltschaft wegen Mordes angeklagt. Auch eine mögliche Todesstrafe für zwei der vier Täter wird von den Behörden in Erwägung gezogen. Der 21-jährige Jaquan Murphy, die fünfte Person, erhielt eine Anklage wegen versuchten Mordes.

## Diskografie
Studioalben

| Jahr | Titel Musiklabel                                             | Höchstplatzierung, Gesamtwochen, AuszeichnungChartplatzierungen (Jahr, Titel, Musiklabel, Platzierungen, Wochen, Auszeichnungen, Anmerkungen) | Höchstplatzierung, Gesamtwochen, AuszeichnungChartplatzierungen (Jahr, Titel, Musiklabel, Platzierungen, Wochen, Auszeichnungen, Anmerkungen) | Höchstplatzierung, Gesamtwochen, AuszeichnungChartplatzierungen (Jahr, Titel, Musiklabel, Platzierungen, Wochen, Auszeichnungen, Anmerkungen) | Höchstplatzierung, Gesamtwochen, AuszeichnungChartplatzierungen (Jahr, Titel, Musiklabel, Platzierungen, Wochen, Auszeichnungen, Anmerkungen) | Höchstplatzierung, Gesamtwochen, AuszeichnungChartplatzierungen (Jahr, Titel, Musiklabel, Platzierungen, Wochen, Auszeichnungen, Anmerkungen) | Höchstplatzierung, Gesamtwochen, AuszeichnungChartplatzierungen (Jahr, Titel, Musiklabel, Platzierungen, Wochen, Auszeichnungen, Anmerkungen) | Anmerkungen                                              |
| Jahr | Titel Musiklabel                                             | DE | AT | CH | UK | US | R&B | Anmerkungen                                              |
| ---- | ------------------------------------------------------------ | --- | --- | --- | --- | --- | --- | -------------------------------------------------------- |
| 2020 | Shoot for the Stars, Aim for the Moon Republic Records (UMG) | DE9 Gold · (130 Wo.)DE | AT1 (142 Wo.)AT | CH1 (207 Wo.)CH | UK1 ×2Doppelplatin · (147 Wo.)UK | US1 ×2Doppelplatin · (202 Wo.)US | R&B1 (167 Wo.)R&B | Erstveröffentlichung: 3. Juli 2020 Verkäufe: + 3.504.500 |
| 2021 | Faith Republic Records (UMG)                                 | DE7 (6 Wo.)DE | AT4 (5 Wo.)AT | CH3 (10 Wo.)CH | UK3 Silber · (6 Wo.)UK | US1 (13 Wo.)US | R&B1 (9 Wo.)R&B | Erstveröffentlichung: 16. Juli 2021 Verkäufe: + 77.500   |

## Filmografie
- 2021: Boogie – Spiel dein Spiel (Boogie)